# Palmiste (Penal-Debe)
Palmiste es una localidad de Trinidad y Tobago, que forma parte de la región de Penal-Debe.

## Geografía
La localidad abarca parte de la isla Trinidad y limita al norte con Canaan Village-Palmiste, al sur con Hermitage Village, al este con Phillipine y al oeste con Rambert Village y Hermitage Village.

## Demografía
Datos demográficos de la localidad de Palmiste:
| Gráfica de evolución demográfica de Palmiste entre 2000 y 2011 |
|                                                                |